# Kanton Bracieux
Kanton Bracieux (francouzsky Canton de Bracieux) je francouzský kanton v departementu Loir-et-Cher v regionu Centre-Val de Loire. Tvoří ho 13 obcí.

## Obce kantonu
- Bauzy
- Bracieux
- Chambord
- Crouy-sur-Cosson
- Fontaines-en-Sologne
- Huisseau-sur-Cosson
- Maslives
- Mont-près-Chambord
- Muides-sur-Loire
- Neuvy
- Saint-Dyé-sur-Loire
- Saint-Laurent-Nouan
- Tour-en-Sologne